# ローレライ (宝塚歌劇)
ミュージカル・ファンタジイ『ローレライ』は宝塚歌劇団のミュージカル作品。6場。1966年9月2日から9月29日まで宝塚大劇場で月組公演があった。併演は『恋天狗』と『永遠のスーザン』。

## ストーリー
ハイネの詩を舞台化。詩人のハインリッヒと妖精のアグネスは愛し合っていたが、アグネスは悪魔のロンベルトに狙われる。ハインリッヒはアグネスを救うために自らの魂を悪魔に差し出すが、アグネスはハインリッヒの魂を取り戻すために我が身を犠牲にする。

## スタッフ
- 作・演出：阿古健
- 作曲：高井良純
- 音楽指導：野村陽児
- 振付：岡正躬
- 装置：黒田利邦
- 衣装：静間潮太郎
- 照明：今井直次
- 小道具：上田特市
- 効果：東信行
- 録音：松永浩志
- 演出補：大関弘政

## 主な出演
- アマーリエ、アグネス：八汐路まり
- ハインリッヒ：古城都
- サイモン：美山しぐれ
- ルートリッヒ：小柳日鶴
- ロンベルト：清はるみ